# Sericornis citreogularis
Sericornis citreogularis là một loài chim trong họ Acanthizidae.